# Tomás Gómez
Tomás Gómez Franco, né le 27 mars 1968 à Enschede (Pays-Bas), est un homme politique espagnol, membre du Parti socialiste ouvrier espagnol (PSOE).
Élu maire de la ville de Parla en 1999, il y remporte deux victoires écrasantes en 2003 et 2007. Cette même année, il devient secrétaire général du Parti socialiste de Madrid-PSOE. En 2010, il remporte la primaire pour les élections régionales de 2011, au cours desquelles il est largement défait par la droite. Il est néanmoins réélu à la tête des socialistes de la communauté de Madrid un an plus tard.
Mis en cause dans une affaire financière, il est destitué par la direction nationale en février 2015.

## Biographie

### Jeunesse et formation
Né aux Pays-Bas dans une famille espagnole immigrée, il revient en Espagne en 1970, à l'âge de deux ans. Il intègre ensuite le lycée Enrique Tierno Galván de Parla, puis entre à l'université Complutense de Madrid, où il obtient une licence en politique monétaire et secteur public.

### Débuts en politique
En 1988, il adhère au Parti socialiste ouvrier espagnol et aux Jeunesses socialistes d'Espagne (JSE), dont il devient secrétaire dans la ville de Parla. Il est ensuite élu secrétaire générale de la section locale du PSOE. Il remporte, en 1998, les primaires pour être tête de liste aux élections municipales du 13 juin 1999.

### Maire de Parla
Lors du scrutin, auquel il se présente pour la première fois, il remporte 41 % des voix et 11 élus sur 25. Investi maire de la ville le 4 juillet suivant, il est réélu triomphalement le 23 mai 2003 avec 75,4 % des voix et 20 sièges. Il confirme ce score le 27 mai 2007 avec 74,4 % des suffrages et le même nombre de conseillers. Pour la seconde fois consécutive, il est le maire le mieux élus du pays.

### Chef des socialistes de Madrid
Le 9 juin 2007, cinq jours après la démission de Rafael Simancas, il annonce sa volonté d'être candidat au poste de secrétaire général du Parti socialiste de Madrid-PSOE (PSM-PSOE), avec le soutien de personnalités diverses, dont Juan Barranco, dernier maire socialiste de Madrid. Après avoir recueilli les parrainages de 77 % des délégués, il est élu, le 27 juillet, par 713 voix sur 785, soit 91 % des suffrages exprimés, lors d'un congrès extraordinaire. Il est réélu lors du congrès ordinaire de septembre 2008, avec 85,3 % des voix.
Il annonce, le 22 octobre suivant, qu'il compte démissionner, dès le lendemain, de la mairie de Parla. Le 3 octobre 2010, après avoir été en compétition avec la ministre de la Santé, Trinidad Jiménez, soutenue par José Luis Rodríguez Zapatero, il remporte les primaires du PSM-PSOE pour les élections régionales du 22 mai 2011 avec 51,8 % des voix, soit seulement 558 voix d'avance. À l'occasion des élections régionales, il n'obtient que 26,3 % des suffrages, soit le plus mauvais score des socialistes dans l'histoire de la Communauté de Madrid, tandis que le Parti populaire d'Esperanza Aguirre conserve la majorité absolue. Il refuse alors de quitter ses fonctions à la tête des socialistes, devenant même porte-parole du groupe PSM-PSOE à l'Assemblée de Madrid, qui l'élit sénateur avec Maru Menéndez, sa prédécesseur à la tête du groupe régional socialiste.
Lors du congrès fédéral de février 2012, il apporte son soutien, pour l'élection du secrétaire général, à l'ancienne ministre de la Défense, Carme Chacón, finalement défaite par l'ancien ministre de l'Intérieur, Alfredo Pérez Rubalcaba. Le 3 mars suivant, il est réélu à la tête du Parti socialiste de Madrid-PSOE par 59 % des voix, obtenant 175 suffrages de plus que son adversaire, l'ancienne députée régionale Pilar Sánchez Acera.
À la suite de la démission de Juan Barranco annoncée le 19 janvier 2015, il propose Pedro Zerolo pour occuper la présidence de la commission exécutive régionale du parti. Celui-ci est élu à l'unanimité dès le 22 janvier.

### Destitution
Le 11 février 2015, il est destitué de ses fonctions par la commission exécutive fédérale, du fait d'une enquête judiciaire concernant les surcoûts de la construction du tramway de Parla à l'époque où il en était le maire, ainsi que des difficultés rencontrées par d'importantes sections socialistes de la Région ; sa commission exécutive est révoquée, au profit d'une direction provisoire conduite par Rafael Simancas tandis que la commission fédérale des listes est convoquée pour juger de l'« opportunité » de sa candidature à l'élection régionale de mai 2015.
Cette décision, vigoureusement contestée par Tomás Gómez, conduit cependant à une hausse de huit points des intentions de vote directes en faveur du Parti socialiste de Madrid-PSOE, qui passe de la troisième à la première place dans un sondage commandé en urgence par El País.